# Хлевница
Хлевница је насељено место у саставу општине Ђурманец у Крапинско-загорској жупанији, Хрватска. До територијалне реорганизације у Хрватској налазила се у саставу старе општине Крапина.

## Становништво
На попису становништва 2011. године, Хлевница је имала 254 становника.

## Попис1991.
На попису становништва 1991. године, насељено место Хлевница је имало 321 становника, следећег националног састава:
| Попис 1991.‍  | Попис 1991.‍  | Попис 1991.‍ | Попис 1991.‍ | Попис 1991.‍ |
| ------------ | ------------ | ----------- | ----------- | ----------- |
|              |              |             |             |             |
| Хрвати       | Хрвати       |             | 314         | 97,81%      |
| Словенци     | Словенци     |             | 3           | 0,93%       |
| Југословени  | Југословени  |             | 1           | 0,31%       |
| регион. опр. | регион. опр. |             | 1           | 0,31%       |
| непознато    | непознато    |             | 2           | 0,62%       |
| укупно: 321  |              |             |             |             |